# Tafri’at Saghira
Tafri’at Saghira (arab. تفريعة صغيرة) – wieś w Syrii, w muhafazie Aleppo. W 2004 roku liczyła 622 mieszkańców.